# باركر بين
باركر باين  Parker Pyne شخصية خيالية لمحقق يظهر في اثنين من كتب أجاثا كريستي هما: تحقيق باركر بين، ولغز الزوارق وقصص أخرى، ومشكلة في خليج بولينسا وقصص أخرى.
باركر باين يمثل نوعاً غير شائع من المحققين، فهو لا يحقق في جرائم القتل أو الجرائم المشابهة بل يفضل مساعدة موكليه ليشعروا بالسعادة من جديد، ولهذا الغرض يوظف معرفته التي أحرزها خلال خمسة وثلاثين عاماً من العمل في مكتب إحصاء تقاعد منه ليؤسس مكتبه الخاص لاحقاً في 17 شارع ريتشموند، لندن.
بالرغم من أن عمله محدود في نوع خاص من التحقيقات، فإن بين يتمتع بقدرات نادرة على التحقيقات الإجرامية، وأياً كانت القضية فإنه دائماً يحظى بمساعدة فريقه المكلف لكن الفعال.
عمل مع أريادني أوليفر، والآنسة ليمون سكرتيرة هيركيول بوارو .